# 2014 en Afghanistan
Chronologie de l'Afghanistan
- 2010
- 2011
- 2012
- 2013
- 2014
- 2015
- 2016
- 2017
- 2018

Cet article présente les faits marquants de l'année 2014 en Afghanistan ou relatifs à l'Afghanistan.

## Évènements
- 20 mars : Attaque de l'hôtel Serena à Kaboul, fusillade de masse menée par des talibans.
- 5 avril et 14 juin : élection présidentielle.
- 2 mai : les glissements de terrain d'Aab Bareek font plusieurs centaines de morts.
- 21 septembre : Ashraf Ghani est déclaré vainqueur de l'élection présidentielle, après accord avec Abdullah Abdullah pour former un gouvernement d'unité nationale[1], il prend ses fonctions le 29 septembre.
- 13 octobre : combat de Laghman.
- Novembre : attentat de Yayha Khail.
- 31 décembre : l'OTAN met fin à son engagement en Afghanistan après 13 ans de guerre et passe le relais à l'armée nationale afghane[2].